# Johann Friedrich Wacker
Johann Friedrich Wacker (* 1730 in Dresden; † 14. März 1795 in Dresden) war ein deutscher Kurfürstlicher Inspektor der Sammlungen von Altertümern und des Münzkabinetts in Dresden, Numismatiker und bedeutender Sammler.
Johann Friedrich Wacker leitete die Einrichtung des Münzkabinetts im Japanischen Palais und regte Gottlob August Hölzer an, 1775 den 1781 bis 1785 ausgeführten Entwurf der rückwärtigen Wand des „Colombarium zu den Urnen“ im „Japanischen Palais“ zu fertigen.
Es ist ein Gespräch zwischen Bartolomeo Cavaceppi und Wacker überliefert, wo Cavaceppi sich rühmte „… daß er mehr als 200 Antiken meist aus anderen Antiken ergänzt hätte, wovon über 100 nach Deutschland und England als ganz ächt und unversehrt aus Italien gegangen wären.“ Weiterhin notierte die Quelle: „Der eben angeführte Antikeninspector Wacker hatte sich zu seiner eigenen Nachricht ein Exemplar von den Marbres de Dresde so eingerichtet, daß alle von ihm entdeckte Restaurationen gelb illuminirt waren.“
Der Kurfürstliche Bibliothekar am „Japanischen Palais“ Johann Christoph Adelung (von 1787 bis 1806) erwarb im Auftrage der Bibliothek (1797) die Sammlung „archäologischer Dissertationen“ aus dem Nachlass Wacker.
Seine Nachfolger waren Wilhelm Gottlieb Becker (von 1795/1796 bis 1813), Johann Gottfried Lipsius (von 1809 bis 1818) (mit dem Wacker befreundet war) und Heinrich Hase (von 1820 bis 1842).

## Schriften (Auswahl)
- Sendschreiben von einigen seltenen und einzigen griechischen Münzen: An den … Herrn von Schachmann. „Herrn zu Königshayn [et]c.“. – Dresden: Walther 1767.
- Verzeichnis aller goldenen antiquen und modernen Münzen. 1787.